# Midnight, Texas
Midnight, Texas là bộ phim truyền hình Mỹ được phát sóng trên NBC vào khoảng thời năm 2016-17. Bộ phim được công bố vào ngày 13 năm 2016. Midnight, Texas được dựa trên bộ truyện cùng tên của tác giả Charlaine Harris viết về những bí ẩn Ma cà rồng Phía nam, dựa theo True Bllod. Bộ truyện được đặt ra mắt ngày 24 tháng 7 năm 2017. Vào ngày 14 tháng 02 năm 2018, NBC tiếp tục mùa thứ hai của bộ phim.

## Diễn viên

### Chính
- François Arnaud[4] trong vai Manfred Bernardo, nhà ngoại cảm chuyển tới Midnight để chạy trốn khỏi rắc rối đang theo anh.
- Dylan Bruce[5] trong vai Bobo Winthrop, chủ cửa hàng cầm đồ, người cho Lemuel, Olivia và Manfred thuê nhà và cũng là best friend của Fiji.
- Trường Fitz-Henley trong vai Fiji Cavanaugh, phù thủy, người sở hữu tiệm phép thuật ở Midnight và phải đấu tranh với việc chấp nhận quyền năng của mình.
- Arielle Kebbel[6] trong vai là Olivia, sát thủ tự do cùng những bí mật cũng nhiều như số súng mà cô có, là người yêu của Lemuel.
- Jason Lewis trong vai Joe Strong, một thiên thần sa ngã với lời tiên tri rằng bóng tối sẽ tiến đến Midnight, là chồng của Chuy -người nhắc nhở anh không được tiết lộ thân phận thiên thần của mình cho người khác.
- Peter Mensah trong vai Lemuel "Lem" Bridger, một ma cà rồng với quá khứ đen tối, người đầu tiên đến Midnight vào những năm 1950s và không bao giờ rời khỏi đây, người yêu của Olivia.
- Sarah Ramos[7] trong vai Creek, cô hàng xóm xinh đẹp là một bồi bàn và nhân viên trạm xăng, người yêu của Manfred, dù cho cha cô luôn phản đối.
- Yul Vo trong vai Reverend Emilio Sheehan, một người hổ trầm lặng, chủ của Nhà Thờ Lễ Đường và Nghĩa Trang Thú, bảo hộ cho những người dân Midnighters.

### Vai khách mời
- Xylda (Joanne Camp), cựu bà đồng và là người bà đã chết của Manfred, xuất hiện như một con ma để đồng hành và trông coi anh.
- Madonna Reed (Kellee Stewart), một người bảo vệ mạnh mẽ của những cư dân Midnighters, là bồi bàn và phục vụ quầy rượu ở Midnight's Home Cookin' diner.
- Chuy Strong (Bernardo Saracino), một á quỷ và cùng với chồng mình, Joe, sợ những người khác biết được chân tướng của mình.
- Shawn Lovell (Bob Jesser), chủ của Midnight's Gas 'N Go, một người cha bảo vệ con của mình quá mức và không tin tưởng vào Manfred.
- Connor Lovell (John-Paul Howard), em trai của Creek, cùng chị mình bảo vệ lẫn nhau. Cậu có những bí mật riêng để che giấu.
- Mr. Snuggly (Joe Smith), con mèo biết nói quen thuộc của Fiji, trước kia từng thuộc về dì của cô là Mildred.

## Tập
| Số | Tiêu đề                       | Đạo diễn          | Teleplay                   | Ngày phát sóng | Lượng người xem ở Mỹ (nghìn người) |
| -- | ----------------------------- | ----------------- | -------------------------- | -------------- | ---------------------------------- |
| 1  | "Pilot"                       | Niels Arden Oplev | Monica Owusu-Breen         | 24/07/2017     | 3.57                               |
| 2  | "Bad Moon Rising"             | David Solomon     | Monica Owusu-Breen         | 31/07/2017     | 3.29                               |
| 3  | "Lemuel, Unchained"           | David Solomon     | Turi Meyer & Al Septien    | 07/07/2017     | 3.06                               |
| 4  | "Sexy Beast"                  | Steve Shill       | Liz Sagal                  | 14/07/2017     | 3.19                               |
| 5  | "Unearthed"                   | Milan Cheylov     | Brynn Malone               | 21/07/2017     | 2.85                               |
| 6  | "Blinded by the Light"        | Nick Gomez        | Mark H. Kruger             | 28/07/2017     | 3.37                               |
| 7  | "Angel Heart"                 | Mairzee Almas     | Larry Caldwell & Liz Sagal | 04/09/2017     | 2.93                               |
| 8  | "Last Temptation of Midnight" | Kevin Tancharoen  | Monica Owusu-Breen         | 11/09/2017     | 2.52                               |
| 9  | "Riders on the Storm"         | Greg Beeman       | Al Septien & Turi Meyer    | 13/09/2017     | 2.45                               |
| 10 | "The Virgin Sacrifice"        | David Solomon     | Monica Owusu-Breen         | 18/09/2017     | 2.72                               |

## Sản xuất

### Phát triển
Vào tháng 10 năm 2015, có thông báo rằng NBC đang phát triển series phim Midnight, Texas dựa trên sách bán chạy của Charlaine Harris 'best-selling Midnight, Texas for the fall of 2016. Monica Owusu-Breenis vào mùa xuân 2016. Monica Owusu-Breenis sẽ viết nội dung và phục vụ như một EP bên cạnh David Janollari. Vào tháng 01 năm 2016, có thông báo chính thức rằng NBC đã thu xếp nội dung của bộ phim, với Niels Arden Oplev để chỉ đạo nội dung và sản xuất.
Bộ phim được đưa vào sản xuất vào ngày 13 tháng 05 năm 2016 và sẽ dự định sẽ bao gồm 13 tập.
Vào ngày 14 tháng 02 năm 2018, NBC thông báo sẽ tiếp tục mùa thứ hai của bộ phim.Cùng với thông báo đó, người chạy show Monica Owusu-Breen cũng sẽ được thay thế bởi Nicole Snyder và Eric Charmelo, đều là những cố vấn sản xuất của mùa 1.

### Casting
Vào cuối tháng 06, có thông báo rằng Jason Lewis quảng bá cho một series đã được viết kịch bản với tư cách diễn viên khách mời đóng vai Joe Strong. Vào ngày 11 tháng 01 năm 2017, Bob Jesser được xác nhận sẽ vào vai Shawn Lovell, người cha luôn bảo vệ con gái mình là Creek.
Ngày 26/07/2017, có thông báo rằng Breeda Wool sẽ xuất hiện trong một tập phim với vai Bowie, được miêu tả là một "chiến binh thiên thần quyền lực và ghê gớm."
Cùng với thông báo phim được tiếp tục, có thông báo xác nhận rằng Yul Vazquez và Sarah Ramos sẽ không quay lại bộ phim trong mùa Hai.

### Quay phim
Phim được quay vào tháng 04 năm 2016 ở Albuquerque và Las Vegas, New Mexico. Phần còn lại của mùa đầu tiên cũng diễn ra ở Santa Fe, Bernalillo và Belen, thuê hơn 450 thành viên đội ngũ ở New Mexico và khoảng 1,800 diễn viên quần chúng New Mexico. Bộ phim đóng máy vào tháng 02 năm 2017. Phần lớn cảnh quay được quay vào buổi tối và một lần là 7 hoặc 8 giờ sáng, năm lần một tuần.

### Marketing
Trailer chính thức của bộ phim ra mắt vào ngày 20 tháng 03 năm 2017.

## Sự đón nhận

### Phản ứng của giới phê bình
Trang web review Rotten Tomatoes báo cáo có 60% đánh giá ủng hộ với đánh giá trung bình là 5.3/10 dựa trên 25 đánh giá. Metacritic, quy số điểm là 50 trên 100, dựa trên 16 đánh giá, biểu thị "đánh giá hỗn hợp và trung bình."

### Ratings
| Số | Tiêu đề                       | Ngày phát sóng | Rating/Share (18-49) | Người xem (Triệu) | DVR (18-49) | Người xem DVR (Triệu) | Tổng số (18-49) | Tổng số người xem (Triệu) |
| -- | ----------------------------- | -------------- | -------------------- | ----------------- | ----------- | --------------------- | --------------- | ------------------------- |
| 1  | "Pilot"                       | 24/07/2017     | 0.9/4                | 3.57              | 0.5         | 1.35                  | 1.4             | 4.92                      |
| 2  | "Bad Moon Rising"             | 31/07/2017     | 0.8/4                | 3.29              | 0.5         | 1.62                  | 1.3             | 4.91                      |
| 3  | "Lemuel, Unchained"           | 07/08/2017     | 0.8/3                | 3.06              | 0.5         | 1.66                  | 1.3             | 4.72                      |
| 4  | "Sexy Beast"                  | 14/08/2017     | 0.7/3                | 3.19              | 0.6         | 1.65                  | 1.3             | 4.84                      |
| 5  | "Unearthed"                   | 21/08/2017     | 0.6/3                | 2.85              | 0.2         | 0.70                  | 0.8             | 3.46                      |
| 6  | "Blinded by the Light"        | 28/08/2017     | 0.9/4                | 3.45              | 0.4         | 1.72                  | 1.3             | 4.74                      |
| 7  | "Angel Heart"                 | 04/09/2017     | 0.7/3                | 2.93              | N/A         | N/A                   | N/A             | N/A                       |
| 8  | "Last Temptation of Midnight" | 11/09/2017     | 0.6/2                | 2.52              | 0.5         | 1.53                  | 1.1             | 4.05                      |
| 9  | "Riders on the Storm"         | 13/09/2017     | 0.6/3                | 2.45              | 0.5         | 1.59                  | 1.1             | 4.05                      |
| 10 | "The Virgin Sacrifice"        | 18/09/2017     | 0.8/3                | 2.72              | TBD         | TBD                   | TBD             | TBD                       |

## Đường dẫn ngoài
- Midnight, Texas trên Internet Movie Database
- Midnight, Texas on IMDb.